# ㄱ

ㄱ(표준어: 기역, 문화어: 기윽)은 한글의 자음 중 첫 번째 글자이다.
현대 한국어의 연구개 파열음을 나타내며, 낱말 처음에 올 경우 무성음[ k⁽ʰ⁾ ], 모음과 모음 사이 혹은 유성 자음 앞뒤에서는 유성음[ ɡ ]이 되며, 어말이나 다른 자음 앞에 오면 연구개 불파음[ k ̚ ]이 된다. 훈민정음에 따르면 ㄱ이 나타내는 소리는 어금닛소리이며, ㄱ 소리가 만들어질 때의 혀 모습을 왼쪽에서 바라본 모양을 본따서 만들어졌다.

## 훈민정음
| “ | "ㄱ·ᄂᆞᆫ엄쏘·리니君군ㄷ字ᄍᆞᆼ·처ᅀᅥᆷ·펴·아·나ᄂᆞᆫ소·리·ᄀᆞᄐᆞ·니 ᄀᆞᆯ·ᄫᅡ·쓰·면虯뀨ᇢㅸ·字·ᄍᆞᆼ처ᅀᅥᆷ·펴·아·나ᄂᆞᆫ소·리·ᄀᆞ·ᄐᆞ니·라" | ” |
|   | — 훈민정음 언해본 <초성해>                                                                                     |   |

ㄱ은 어금니 소리이니 君(군)자를 처음 펴서 나는 소리 같으니

나란히 쓰면 虯(규)자를 처음 펴서 나는 소리 같으니라

## 관련 인물
- 세종대왕

## 다른 정보
한글 모스 부호:・－・・
한글 점자
초성: 
종성: 

## 코드값
| 종류                  | 종류           | 글자 | 유니코드 | HTML     |
| --------------------- | -------------- | ---- | -------- | -------- |
| 한글 호환 자모        | 한글 호환 자모 | ㄱ   | U+3131   | &#12593; |
| 한글 자모 영역        | 첫소리         | ᄀᅠ   | U+1100   | &#4352;  |
| 한글 자모 영역        | 끝소리         | ᅟᅠᆨ   | U+11A8   | &#4520;  |
| 한양 사용자 정의 영역 | 첫소리         |   | U+F785   | &#63365; |
| 한양 사용자 정의 영역 | 끝소리         |   | U+F86B   | &#63595; |
| 반각                  | 반각           | ﾡ    | U+FFA1   | &#65441; |

## 같이 보기
- ㄲ
- ᇺ
- ᅚ
- ᇃ
- ㄳ
- ᇄ
- 한글